# 앨리슨 수돌
앨리슨 수돌(Alison Sudol, 1983년 12월 23일 ~ )은 미국의 싱어송라이터, 배우이다. 음악 활동 때의 예명은 어 파인 프렌지(A Fine Frenzy)이다. 예명은 윌리엄 셰익스피어의 희곡 한 여름 밤의 꿈 5막 1장의 한 구절 "in a fine frenzy rolling"(섬세한 격정으로 떨며)에서 따 온 것이다.
2007년 데뷔 앨범 One Cell in the Sea를 발매했다.

## 음반 목록

### 정규 앨범
- One Cell in the Sea (2007)
- Bomb in a Birdcage (2009)
- Pines (2012)

### EP
- Demo - EP (2006)
- Come On, Come Out (2008)
- Oh Blue Christmas (2009)

## 작품 목록

### 영화
- 《신비한 동물사전》 (2016) - 퀴니 골드스틴 역
- 《신비한 동물들과 그린델왈드의 범죄》 (2018) - 퀴니 골드스틴 역
- 《더 라스트 풀 메저》 (2019)
- 《신비한 동물들과 덤블도어의 비밀》 (2022) - 퀴니 골드스틴 역